# Шимонкув
Шимонкув (пол. Szymonków) — село в Польщі, у гміні Волчин Ключборського повіту Опольського воєводства.
Населення — 582 особи (2011).

## Демографія
Демографічна структура станом на 31 березня 2011 року:
|          | Загалом | Допрацездатний вік | Працездатний вік | Постпрацездатний вік |
| -------- | ------- | ------------------ | ---------------- | -------------------- |
| Чоловіки | 312     | 74                 | 205              | 33                   |
| Жінки    | 270     | 52                 | 145              | 73                   |
| Разом    | 582     | 126                | 350              | 106                  |